# BIRC3
Bakulovirusni protein 3 koji sadrži IAP ponavljanje (cIAP2) je protein koji je kod ljudi kodiran BIRC3 genom.
cIAP2 je član familije Inhibitora apoptoze koja inhibira apoptozu putem ometanja aktivacije kaspaze. Ovaj pretein inhibra apoptozu indukovanu serumskom deprivacijom, ali nema uticaja na apoptozu koja proizilazi iz izlaganja menadionu, potentnom induktoru slobodnih radikala. cIAP2 protein sadrži tri BIR domensa UBA domen, CARD domen i RING prst domen. Poznato je nekoliko transkriptnih varijanti ovog proteina.

## Interakcije
Bakulovirusni protein 3 koji sadrži IAP ponavljanje formira interakcije sa TRAF1, , , kaspazom-9 i UBE2D2.

## Literatura
- Bertoni F, Cavalli F, Cotter FE, Zucca E (2003). „Genetic alterations underlying the pathogenesis of MALT lymphoma”. Hematol. J. 3 (1): 10—3. PMID 11960389. doi:10.1038/sj/thj/6200146.
- Uren AG; Pakusch M; Hawkins CJ;  . (1996). „Cloning and expression of apoptosis inhibitory protein homologs that function to inhibit apoptosis and/or bind tumor necrosis factor receptor-associated factors”. Proc. Natl. Acad. Sci. U.S.A. 93 (10): 4974—8. PMC 39390 . PMID 8643514. doi:10.1073/pnas.93.10.4974.
- Rajcan-Separovic E, Liston P, Lefebvre C, Korneluk RG (1997). „Assignment of human inhibitor of apoptosis protein (IAP) genes xiap, hiap-1, and hiap-2 to chromosomes Xq25 and 11q22-q23 by fluorescence in situ hybridization”. Genomics. 37 (3): 404—6. PMID 8938457. doi:10.1006/geno.1996.0579.
- Roy N; Deveraux QL; Takahashi R;  . (1998). „The c-IAP-1 and c-IAP-2 proteins are direct inhibitors of specific caspases”. EMBO J. 16 (23): 6914—25. PMC 1170295 . PMID 9384571. doi:10.1093/emboj/16.23.6914.
- Deveraux QL; Roy N; Stennicke HR;  . (1998). „IAPs block apoptotic events induced by caspase-8 and cytochrome c by direct inhibition of distinct caspases”. EMBO J. 17 (8): 2215—23. PMC 1170566 . PMID 9545235. doi:10.1093/emboj/17.8.2215.
- Young SS, Liston P, Xuan JY,  . (1999). „Genomic organization and physical map of the human inhibitors of apoptosis: HIAP1 and HIAP2”. Mamm. Genome. 10 (1): 44—8. PMID 9892732. doi:10.1007/s003359900940.
- Horrevoets AJ; Fontijn RD; van Zonneveld AJ;  . (1999). „Vascular endothelial genes that are responsive to tumor necrosis factor-alpha in vitro are expressed in atherosclerotic lesions, including inhibitor of apoptosis protein-1, stannin, and two novel genes”. Blood. 93 (10): 3418—31. PMID 10233894.
- Suzuki H; Motegi M; Akagi T;  . (1999). „API1-MALT1-MLT is involved in mucosa-associated lymphoid tissue lymphoma with t(11;18)(q21;q21)”. Blood. 94 (9): 3270—1. PMID 10610122.
- Huang H; Joazeiro CA; Bonfoco E;  . (2000). „The inhibitor of apoptosis, cIAP2, functions as a ubiquitin-protein ligase and promotes in vitro monoubiquitination of caspases 3 and 7”. J. Biol. Chem. 275 (35): 26661—4. PMID 10862606. doi:10.1074/jbc.C000199200.
- Verhagen AM; Ekert PG; Pakusch M;  . (2000). „Identification of DIABLO, a mammalian protein that promotes apoptosis by binding to and antagonizing IAP proteins”. Cell. 102 (1): 43—53. PMID 10929712. doi:10.1016/S0092-8674(00)00009-X.
- Baens M; Steyls A; Dierlamm J;  . (2001). „Structure of the MLT gene and molecular characterization of the genomic breakpoint junctions in the t(11;18)(q21;q21) of marginal zone B-cell lymphomas of MALT type”. Genes Chromosomes Cancer. 29 (4): 281—91. PMID 11066071. doi:10.1002/1098-2264(2000)9999:9999<::AID-GCC1036>3.0.CO;2-I.
- Werneburg BG; Zoog SJ; Dang TT;  . (2001). „Molecular characterization of CD40 signaling intermediates”. J. Biol. Chem. 276 (46): 43334—42. PMID 11562359. doi:10.1074/jbc.M104994200.
- Suzuki Y; Imai Y; Nakayama H;  . (2001). „A serine protease, HtrA2, is released from the mitochondria and interacts with XIAP, inducing cell death”. Mol. Cell. 8 (3): 613—21. PMID 11583623. doi:10.1016/S1097-2765(01)00341-0.
- Li X, Yang Y, Ashwell JD (2002). „TNF-RII and c-IAP1 mediate ubiquitination and degradation of TRAF2”. Nature. 416 (6878): 345—7. PMID 11907583. doi:10.1038/416345a.
- Gordon GJ; Appasani K; Parcells JP;  . (2002). „Inhibitor of apoptosis protein-1 promotes tumor cell survival in mesothelioma”. Carcinogenesis. 23 (6): 1017—24. PMID 12082024. doi:10.1093/carcin/23.6.1017.
- Sharief MK, Noori MA, Zoukos Y (2002). „Reduced expression of the inhibitor of apoptosis proteins in T cells from patients with multiple sclerosis following interferon-beta therapy”. J. Neuroimmunol. 129 (1–2): 224—31. PMID 12161039. doi:10.1016/S0165-5728(02)00185-6.
- Ekedahl J; Joseph B; Grigoriev MY;  . (2002). „Expression of inhibitor of apoptosis proteins in small- and non-small-cell lung carcinoma cells”. Exp. Cell Res. 279 (2): 277—90. PMID 12243753. doi:10.1006/excr.2002.5608.